# Ponická jaskyňa
Ponická jaskyňa je přírodní památka ve správě příspěvkové organizace Správa slovenských jeskyní.
Nachází se v katastrálním území obce Poniky v okrese Banská Bystrica v Banskobystrickém kraji. Území bylo vyhlášeno či novelizováno v letech 1994, 2009 na rozloze x ha. Rozloha ochranného pásma byla stanovena na 224,2991 ha.